# قلنسوي ذهبي
قلنسوي ذهبي (الاسم العلمي: Mycena aurea) هو نوع من الفطريات يتبع جنس القلنسوي من فصيلة القلنسوية.